# Pseudobrachysticha indica
Pseudobrachysticha indica är en stekelart som först beskrevs av Mani 1939.  Pseudobrachysticha indica ingår i släktet Pseudobrachysticha och familjen hårstrimsteklar. Inga underarter finns listade i Catalogue of Life.